# Parasalvazaon apicicorne
Parasalvazaon apicicorne är en skalbaggsart som beskrevs av Stefan von Breuning 1958. Parasalvazaon apicicorne ingår i släktet Parasalvazaon och familjen långhorningar. Inga underarter finns listade i Catalogue of Life.